# Cappotto di legno
Pour plus de détails, voir Fiche technique et Distribution.
Cappotto di legno est un film de gangsters italien réalisé par Gianni Manera et sorti en 1981.

## Synopsis
La famille Talascio est originaire des Abruzzes et en est partie il y a de nombreuses années vers l'Amérique, pleine d'espoir, comme tant d'émigrants italiens d'origines et d'orientations politiques diverses. Dans leur nouvelle patrie, ils font l'expérience de la ghettoïsation et du chômage ; la lutte contre ceux-ci les conduit à affronter le pouvoir d'État. Ainsi, Don Vincenzo a ordonné que, que ce soit à New York, Marseille, Palerme ou en Calabre, ses trois fils doivent combattre les Siciliens d'Alfio Torlo qui ont volé un trésor familial à l'église. Le plus jeune fils tombe cependant amoureux d'Angela, la fille de l'ennemi. Parallèlement, les membres de la famille Talascio doivent également faire face à un groupe de gangsters afro-américains ainsi qu'à la police.

## Fiche technique
- Titre italien : Cappotto di legno[1] (litt. « Manteau de bois »)
- Réalisateur : Gianni Manera
- Scénario : Enrico Manera (it), Gianni Manera
- Photographie : Giovanni Varriano, Paolo Cavicchioli, Michele Picciaredda, Gino Santini
- Montage : Franco Malvestiti
- Musique : Riz Ortolani
- Décors : Theo Bernardi, Louis Vernuil
- Production : Bruno Curci, Armando di Florio, Augusto Marragony, Alfredo Merolli
- Société de production : C.A. International Cinematografica
- Pays de production :  Italie
- Langue originale : italien
- Format : Couleurs - 2,35:1 - 35 mm
- Durée : 90 minutes
- Genre : Film de gangsters
- Dates de sortie :
  - Italie : novembre 1981 (visa délivré le 6 novembre 1981[1])

## Distribution
- Gianni Manera : Tony Talascio
- Enrico Manera (it) (sous le nom de « Joseph Logan ») : Carmine Talascio
- Fred Williamson : John Dixon
- Michel Constantin : Don Vincenzo Talascio
- Maria Pia Liotta (sous le nom de « Maria Pia Le Mans ») : Angela
- Haydée Politoff : Teresa Talascio
- Arturo Dominici : le ministre
- Nello Pazzafini : Al Carrera
- Raffaele Di Mario : Nat Torlo
- Enrico Maisto : Cousin de Talascio

## Production
Le film, tourné entre 1976 et 1979, n'a été présenté pour la première fois en Italie qu'en 1981 ; la sortie régulière en salle a eu lieu en mai 1982. Il s'agit pour ainsi dire d'un film de famille des Manera. Gianni dans le rôle principal et à la réalisation, son frère (sous le pseudonyme de Joseph Logan) et sa femme Maria Pia Liotta ont mené le tournage à New York, Palerme, Naples et Marseille (ce qui est indiqué par les différents chef opérateurs) malgré des années de pause et de nombreuses difficultés.